# Onesia vulgaris
Onesia vulgaris är en tvåvingeart som först beskrevs av Robineau-desvoidy 1830.  Onesia vulgaris ingår i släktet Onesia och familjen spyflugor.
Artens utbredningsområde är Frankrike. Inga underarter finns listade i Catalogue of Life.